# Gustavo Adrianzén
Gustavo Lino Adrianzén Olaya (ur. 25 października 1966 w Cuzco) – peruwiański prawnik, polityk i dyplomata, minister sprawiedliwości (2015) oraz stały przedstawiciel Peru przy Organizacji Państw Amerykańskich (2023–2024). Od 2024 do 2025 roku premier Peru.

## Życiorys
Studiował prawo na Uniwersytecie w Limie i Uniwersytecie w Alcalá. Uzyskał tytuł magistra administracji publicznej w hiszpańskim Krajowym Instytucie Administracji Publicznej (INAP), obronił także pracę doktorska na Uniwersytecie Complutense w Madrycie. 
Następnie pracował m.in. dla Banku Światowego, Międzyamerykańskiego Banku Rozwoju, Programu Narodów Zjednoczonych ds. Rozwoju i Komisji Europejskiej. Następnie powrócił do Peru, do Limy, gdzie wykładał na różnych prywatnych uniwersytetach.
W lutym 2012 r. został prokuratorem w peruwiańskim Ministerstwie Obrony. Został również prawnikiem reprezentującym rząd Peru przed Międzyamerykańskim Trybunałem Praw Człowieka.
W 2015  został mianowany wiceministrem, a następnie ministrem sprawiedliwości i praw człowieka. 6 marca 2024 został powołany na stanowisko szefa peruwiańskiego rządu. 14 maja 2025 złożył rezygnację z urzędu premiera, która została przyjęta tego samego dnia.